# Ronny & Julia (TV-serie)
Ronny & Julia var SVT:s julkalender år 2000. Serien är baserad på författarna Måns Gahrtons och Johan Unenges böcker om Ronny & Julia. Den handlar om Ronny som flyttar till en liten stad med sin familj som nästan bara består av vetenskapsmän. I huset bredvid bor Julia med sina musikaliska föräldrar. Ronny och Julia blir bästa kompisar, men deras föräldrar blir osams och vägrar låta sina barn umgås.
Lucköppningarna sker precis innan avsnitten är slut. Med en datoranimerad inzoomning på kalendern visades det rörliga bilder av det som fanns bakom luckan.

## Medverkande
Bland de medverkande kan nämnas:
- Alexander Bergman − Ronny
- Ola Citron − Ronnys pappa Igor
- Katarina Ekholm − Julia
- Bill Hugg − lastbilschaufför med granar
- Harald Leander − Julias pappa Ludwig
- Mark Levengood − berättaren
- Katarina Lundgren-Hugg − Julias mamma Bianca
- Camilla Lundén − Ronnys mamma Ester
- Ruben Melin − Newton
- Lakke Magnusson − borgmästaren Conny
- Håkan Mohede − Persson från patentverket
- Svante Grundberg − medlem i rockbandet Elektronika
- Björn Wallde − medlem i rockbandet Elektronika
- Monica Stenbeck − byråkrat
- Anja Schmidt − byråkrat
- Emy Storm − äldre dam
- Mats Olauson − skulptören Maurice
- Moa Zaar − Emma
- Marie Moets − Mimmi
- Carina Niemi − flygvärdinna
- Ulla-Carin Lindquist − sig själv på TV

## Avsnitt
1. De nya grannarna
2. Husesyn
3. Vadå prutto... typ?
4. Fint besök
5. Dunder och brak
6. Brandvarning för Igor
7. Ronny räddare
8. Usch, vad det luktar illa!
9. Kex är ju inte godis!
10. Familjedag hos Ronny och Julia
11. Elektronika är bäst!
12. Vad gömmer Ronny och Julia under sängen?
13. Luciafirande
14. Ronny och Julia har utegångsförbud
15. Skall Julia och Ronny inte träffas idag?
16. Middagsbesök
17. Något saknas
18. Igor vill göra Ester glad
19. Rock non stop
20. Tvärtomrösten
21. Hemligheter och julgranar
22. Hur ska man hinna?
23. Da'n före da'n
24. Äntligen är det julafton![4]

## Papperskalender
Kalendern ritades av Johan Unenge och visar Ronny och Julia, som står framför två hus, i vintermiljö med varsin snöboll i vantarna.

## Video
Serien utgavs på VHS 2001, och på DVD den 27 oktober 2006.

## Datorspel
Young Genius utgav ett datorspel med samma namn på CD-ROM baserat på julkalendern. Spelet fick samma år en uppföljare Ronny & Julia i rampljuset.